# جو رايت (لاعب كرة قدم بريطاني)
جو رايت (بالإنجليزية: Joe Wright)‏ هو لاعب كرة قدم بريطاني في مركز حراسة المرمى، ولد في 1907. لعب مع ليستر سيتي.

## وصلات خارجية
- جو رايت على موقع قاعدة بيانات كرة القدم.إي يو (الإنجليزية)
- جو رايت على موقع قاعدة بيانات كرة القدم.إي يو (الإنجليزية)